# Naturbewusstseinsstudie
Die Naturbewusstseinsstudie ist eine repräsentative Bevölkerungsumfrage zum Bewusstsein über Natur, Naturschutz und biologische Vielfalt in Deutschland.
Die Befragung wird in regelmäßigen Abständen im Auftrag des Bundesministeriums für Umwelt, Naturschutz und Reaktorsicherheit und des Bundesamtes für Naturschutz durchgeführt.
Bisher wurden Naturbewusstseinsstudien für die Jahre 2009, 2011, 2013, 2015, 2017, 2019, 2021 und 2023 veröffentlicht. Neben einem Grundgerüst an gleichbleibenden Fragestellungen werden in jeder Studie auch neue Themen behandelt, die an aktuelle Diskussionen und naturschutzpolitische Aufgabenfelder anschließen.
Der Begriff Naturbewusstsein bezieht sich vor allem auf das Wissen und die Einstellungen gegenüber der belebten Natur, wie z. B. Tiere, Pflanzen und Lebensräume, sowie gegenüber Landschaften, Wildnisgebieten etc. Es gibt dabei Schnittfelder zwischen den Begriffen Natubewusstsein und Umweltbewusstsein, wie z. B. den Bereich der Ökosystemdienstleistungen.
Methodisch werden bei jeder von der Sinus Markt- und Sozialforschung GmbH durchgeführten Umfrage ca. 2.000 Personen im Alter ab 18 Jahren befragt, die für ein weites Spektrum an soziodemographischen Gruppen (Geschlecht, Altersklassen, Beruf, Einkommen, Bildung etc.) und soziokulturellen Milieus (nach SINUS) repräsentativ sind.

## Hintergrund
Die Entwicklung und die Durchführung der Studien, d. h. die kontinuierliche Messung des Naturbewusstseins in der Gesellschaft mit Methoden der quantitativen und qualitativen Sozialforschung, setzt internationale und nationale Berichtspflichten der Bundesregierung um. Im internationalen Kontext wird die Umsetzung des Übereinkommens über die biologische Vielfalt (CBD) und die angeschlossene Initiative „Communication, Education, Public Awareness“ (CBD-CEPA) verfolgt. Dabei ist vor allem Artikel 13 der Biodiversitätskonvention, der die Aufklärung und Bewusstseinsbildung zum Erhalt der Biodiversität in der Öffentlichkeit vorsieht, zu nennen. National möchte die Bundesregierung die selbst gesteckten Ziele für das gesellschaftliche Bewusstsein von Natur und Biodiversität der Nationalen Strategie zur biologischen Vielfalt (NBS) erfüllen.
Darüber hinaus stellen die zweijährlich erhobenen Naturbewusstseinsstudien aktuelle und empirisch abgesicherte Daten bereit, welche für die Naturschutzpolitik, die Naturschutzkommunikation, den öffentlichen Diskurs und die Bildung verwendet werden können. Die Datensätze zu den Studien können über das Datenarchiv für Sozialwissenschaften beim GESIS-Leibniz-Institut abgerufen und überprüft werden.

## Befunde der Studien

### 2009
Erfragt wurde u. a., welches Wissen und welche Einstellungen zur Biodiversität in der Bevölkerung gängig sind und wie hoch die Bereitschaft ist, durch eigenes Engagement und Verhalten zum Erhalt der Biodiversität beizutragen. Außerdem wurde erforscht, welche Naturbilder in der Bevölkerung vorhanden sind und welche Bedeutung die Natur im Leben der Menschen einnimmt.
Befunde waren u. a.: „Die Studie belegt eine hohe Naturverbundenheit: Die Deutschen lieben die Natur. Spontan werden zu diesem Begriff vor allem schön empfundene, idyllische Landschaften assoziiert.“ und „Ein starkes Motiv für den Schutz von Natur und biologischer Vielfalt ist die Verantwortung gegenüber künftigen Generationen. Wichtig sind auch die Gesundheits- und Erholungsfunktionen der Natur […]“.

### 2011
Die Studie griff Fragestellungen zum Thema „Gesellschaftlicher Wandel“ auf. Gemeint war damit eine Veränderung der Gesellschaft hin zu einer nachhaltigen, natur- und umweltverträglicheren Lebensweise. Konkret wurden hierzu die Themenfelder „Akzeptanz von Landschaftsveränderungen im Zuge der Energiewende“, „Interesse an Informationen zum naturverträglichen Konsum“ und „freiwilliges Engagement zum Schutz der Natur“ behandelt.
Dabei zeigt sich unter anderem, dass „der Naturschutz von einer großen Mehrheit der Befragten (86 %) als wichtige politische Aufgabe bewertet und als menschliche Pflicht (95 %) angesehen wird“ „die möglichen Folgen des Ausbaus erneuerbarer Energien für Natur und Landschaft, wie der Bau weiterer Windparke auf dem Meer (87 % Zustimmung) und an Land (79 %), die Ausweitung von Flächen mit Photovoltaikanlagen außerhalb von Siedlungen (77 %) oder der intensivierte Anbau von Energiepflanzen (Raps: 67 %, Mais: 63 %) akzeptiert werden. Dem Bau von Hochspannungsleitungen und der vermehrten wirtschaftlichen Nutzung der Wälder stehen 54 % bzw. 60 % der Befragten eher kritisch gegenüber“;
Weiter, dass „vor allem Unternehmen und Industrie (76 % bewerten den Einsatz als zu gering), aber auch Bundes- und Landesregierungen (58 bzw. 52 %) sowie die Bürger (57 %) mehr Einsatz zeigen (müssen). Die Mehrheit, 62 % der Befragten, gibt an, sich persönlich für den Schutz der Natur verantwortlich zu sehen und ist bereit, eigene Beiträge zu leisten, sei es im Konsumverhalten oder durch freiwilliges Engagement“.

### 2013
Im Mittelpunkt der Befragung 2013 standen die Themen „Wildnis“, „naturverträglicher Konsum“, „Hochwasserschutz“ sowie „Einstellungen zur biologischen Vielfalt und ihrer Erhaltung“.
Einige wichtige Kernaussagen der Studie sind, z. B.:
- „Knapp zwei Drittel der Deutschen gefällt Natur umso besser, je wilder sie ist. Das gilt besonders für die Wälder. Es besteht ein ausgeprägter Wunsch, mit Wildnis in Kontakt zu kommen: Vier von fünf Personen wollen, dass die Wildnis in Deutschland für Menschen zugänglich ist. Dass ein solcher Kontakt nur unter bestimmten Voraussetzungen geschehen kann, damit Wildnis auch weiterhin erhalten bleibt, ist den meisten bewusst: nur eine Minderheit von 11 Prozent spricht sich für einen ungehinderten Zugang aus, 68 Prozent befürworten entsprechende Regelungen.“[9]

- Die Studie belegt, dass Nationalparks von einem Großteil der Bevölkerung geschätzt werden: „95 Prozent sind der Meinung, dass sie Tiere und Pflanzen schützen. Eine große Mehrheit stimmt zu, dass Nationalparks Arbeitsplätze schaffen, gut zu Deutschland passen und die Region aufwerten. Lediglich 21 Prozent sehen durch Nationalparks ein Risiko für die Forstwirtschaft und nur 16 Prozent sehen in ihnen eine Gefahr für die landwirtschaftliche Nutzung.“[9]

### 2015
Die beiden Leitthemen der Naturbewusstseinsstudie 2015 sind „Agrarlandschaften“ und „Stadtnatur“. Außerdem wurde die Bevölkerung wiederholt zu „Erneuerbaren Energien und Landschaft“ befragt und es wurde die allgemeine Einstellung zu Natur und Naturschutz, sowie das gesellschaftliche Bewusstsein für die biologische Vielfalt gemessen.
„83 Prozent der Befragten [befürworten] strengere Regeln und Gesetze zum Schutz der Natur in der Landwirtschaft (45 Prozent „voll und ganz“/38 Prozent „eher“). 92 Prozent wünschen sich, dass Landwirtinnen und Landwirte die Auswirkungen ihres Tuns auf die Natur beachten. 93 Prozent fordern die Beachtung des Tierwohls bei der Lebensmittelproduktion.“ „94 Prozent der Befragten sind der Meinung, Natur solle möglichst in allen Teilen der Stadt zugänglich sein. Die Daten zeigen, dass gerade einkommensschwache und ältere Menschen die Stadtnatur besonders häufig nutzen.“

### 2017
Die Naturbewusstseinsstudie 2017 behandelte die Themenbereiche Meeresnaturschutz, Energiewende, Grüne Gentechnik, Naturschutz auf regionaler und globaler Ebene sowie zum Verständnis und Erhalt der Biodiversität.
Kernaussagen des Leitthemas Meeresnaturschutz sind: „94 Prozent der Befragten [befürworten] Naturschutzgebiete in Nord- und Ostsee, 53 Prozent halten solche Gebiete sogar für sehr wichtig.“ „Zudem sprechen sich 83 Prozent der Befragten für strengere Regeln und Gesetze aus, damit die Fischerei mehr für den Naturschutz tut, selbst wenn dadurch die Fischpreise steigen. 92 Prozent der Befragten möchten sich darauf verlassen können, dass der Handel keine Fischprodukte von bedrohten Arten anbietet, 90 Prozent befürworten die Kennzeichnung von Fischprodukten aus naturschonender Fischerei.“ „Unter den wahrgenommenen Gefährdungsursachen steht Plastikmüll an erster Stelle, 78 Prozent sehen darin ein „sehr großes Problem“. Erdölverschmutzung (71 Prozent) und radioaktive Abfälle (66 Prozent) folgen dicht darauf.“
Zum Thema Agrogentechnik sind u. a. folgende Ergebnisse veröffentlicht worden „Gegenüber dem Einsatz von Gentechnik in der Landwirtschaft vertritt eine große Mehrheit der Bevölkerung in Deutschland eine skeptische Position: So sprechen sich 79 Prozent der Befragten für ein Verbot von Gentechnik in der Landwirtschaft aus. 93 Prozent sind der Meinung, dass mögliche Auswirkungen auf die Natur immer untersucht werden sollten, wenn Pflanzen gezielt gentechnisch verändert werden.“ „Ebenso sprechen sich 93 Prozent der Befragten dafür aus, Lebensmittel von Tieren, die mit gentechnisch veränderter Nahrung gefüttert werden, im Handel zu kennzeichnen.“

### 2019
Das Leitthema der Naturbewusstseinsstudie 2019 waren Schutzgebiete. Außerdem werden erstmals die Themen Artenkenntnis und Digitalisierung behandelt. Die Themenbereiche „Mensch-Natur-Beziehung“, „Gesellschaftliches Bewusstsein für biologische Vielfalt“, „Einstellungen zur Gentechnik“ und „Akzeptanz der Energiewende“ aus den Vorgängerstudien werden fortgeführt und in Teilen ergänzt.
Kernaussagen zu Schutzgebieten sind:
- „Der überwiegende Teil der Bevölkerung findet Schutzgebiete wichtig, um die Natur für nachfolgende Generationen zu bewahren (93 Prozent der Befragten).“[15]
- „77 Prozent der Befragten bestätigen, dass Schutzgebiete ein wichtiger Teil ihrer Heimat sind.“[15]
- „Informationen über Schutzgebiete sind hauptsächlich in klassischen Formaten vor Ort erwünscht, das heißt durch Führungen (62 Prozent der Befragten) oder durch Informationsangebote im Schutzgebiet (61 Prozent).“ Die unter 30-jährigen wünschen sich hingegen mehr Informationen über Internetangebote (62 Prozent, Bevölkerungsmittel: 46 Prozent) und digitale Angebote wie Apps oder QR-Codes (50 Prozent, Bevölkerungsmittel: 28 Prozent).[15]

Des Weiteren wurde Themen in den Bereichen Energiewende, Agrogentechnik und „Mensch-Natur-Beziehung“ abgefragt.

### 2021
Inhaltlicher Schwerpunkt der Studie 2021 sind die Krisen mit Bezug zur Natur und den Belastungsgrenzen der Erde: die Biodiversitätskrise, der Klimawandel sowie die Corona-Pandemie.

### 2023
Hauptpunkte der 2023er Studie bilden der natürliche Klimaschutz und die Wiederherstellung von Ökosystemen sowie den Themenbereichen Wildnis und Wasser und anderen Themen.